# Gazovikstadion
Het Gazovikstadion is een multifunctioneel stadion in Orenburg, een stad in Rusland. 
Het stadion wordt vooral gebruikt voor voetbalwedstrijden, de voetbalclub FK Orenburg maakt gebruik van dit stadion. In het stadion is plaats voor 7.520 toeschouwers. Het stadion werd geopend in 2002.